# Zankle
Zankle – wspólna kolonia greckich miast Chalkis i Kume, założona w roku 730 p.n.e., położona nad Cieśniną Mesyńską. Miasto miało strategiczne znaczenie, ponieważ leżało na szlaku handlowym pomiędzy Sycylia a Półwyspem Apenińskim, kontrolując dostęp do ważnego morskiego przejścia. Osadę zamieszkiwali pierwotnie piraci pochodzący z Kume w Italii.
W 730 p.n.e. Zankle została oficjalnie uznana za kolonię założoną przez miasto Chalkis oraz Kume. Przez wieki miasto rozwijało się dynamicznie, będąc istotnym punktem w greckim systemie kolonizacji. Zankle wraz ze swoją kolonią Rhegion (obecnie Reggio di Calabria) sprawowało kontrolę nad Cieśniną Mesyńską, co pozwalało na utrzymanie silnej pozycji na wybrzeżach Sycylii i w jej rejonie.
Zankle odegrało także ważną rolę w procesie powstawania i rozwoju Wielkiej Grecji, stanowiąc pomost między grecką kulturą a plemionami zamieszkującymi północną część Italii. W tym czasie miasto stało się jednym z kluczowych ośrodków kulturalnych, handlowych i wojskowych w regionie. Na przestrzeni lat Zankle przechodziło różne fazy rozwoju, jednak po pewnym czasie, na skutek zmian politycznych i militarnych, zostało wchłonięte przez Rzym.
Miasto to, choć dziś nieistniejące, miało ogromny wpływ na rozwój greckiej kolonizacji i na stosunki pomiędzy różnymi polis. Przez swoje strategiczne położenie, Zankle pozostawiło po sobie ślad w historii antycznego świata, zwłaszcza w kontekście kontroli nad szlakami handlowymi i morskimi. 
Współczesna Reggio di Calabria we Włoszech znajduje się w miejscu, które w starożytności było miejscem założenia Zankle.